# .qa
.qa е интернет домейн от първо ниво за Катар. Представен е през 1996. Поддържа се от Катар Телеком, а се администрира от интернет Катар.

## Второ ниво домейни
- com.qa
- net.qa
- org.qa
- gov.qa
- edu.qa
- mil.qa